# Список асів ВПС СРСР (1936—1945)
| Ф. І. П.                         | Кількість перемог                    | Перший бойовий виліт        | Всього вильотів | Повітряні бої |
| -------------------------------- | ------------------------------------ | --------------------------- | --------------- | ------------- |
| Речкалов Григорій Андрійович.    | 68 (у тому числі 3 — непідтверджені) | Молдавія, червень 1941      | 450             | 122           |
| Бобров Володимир Іванович        | 67 (в тому числі в Іспанії — 17)     | Іспанія, березень 1938      | 577             | 159           |
| Кожедуб Іван Микитович           | 66 (у тому числі 2 Р-51 USAAF)       | Курск, березень 1943        | 330             | 120           |
| Діденко Гавриїл Власович         | 66 (у тому числі 3 — у фінську)      | фінська війна, грудень 1939 | 400             | 90            |
| Ворожейкін Арсеній Васильович    | 65                                   | Халхин Гол, літо 1939       | 300+            | 90            |
| Гулаєв Микола Дмитрович          | 60                                   | серпень 1942                | 250             | 49            |
| Покришкін Олександр Іванович     | 59                                   | червень 1941                | 600+            | 156           |
| Євстигнєєв Кирило Олексійович    | 58 (у тому числі 1 — непідтв.)       | березень 1943               | 269             | 120+          |
| Алелюхін Олексій Васильович      | 57                                   | червень 1941                | 601             | 258           |
| Попков Віталій Іванович          | 56 (у тому числі 1 — непідтв.)       | червень 1942                | 475             | 117           |
| Пішкан Іван Оникійович           | 55                                   | червень 1941                | 575             | невідомо      |
| Шутт Микола Костянтинович        | 55                                   | Халхин Гол, літо 1939       | 444             | 120           |
| Скоморохов Микола Михайлович     | 54                                   | листопад 1942               | 605             | 143           |
| Зайцев Василь Олександрович      | 53                                   | червень 1941                | 427             | 163           |
| Амет-Хан Султан                  | 52                                   | червень 1941                | 603             | 150           |
| Баранов Михайло Дмитрович        | 52                                   | червень 1941                | 285             | 85            |
| Глінка Дмитро Борисович          | 50                                   | січень 1942                 | 300             | 100           |
| Смирнов Олексій Семенович        | 50                                   | фінська війна, осінь 1939   | 457             | 72            |
| Клубов Олександр Федорович       | 50                                   | серпень 1941                | 457             | 95            |
| Камозін Павло Михайлович         | 49                                   | червень 1941                | 188             | 63            |
| Рязанов Олексій Костянтинович    | 48                                   | червень 1941                | 550             | 97            |
| Архипенко Федір Федорович        | 48                                   | червень 1941                | 467             | 102           |
| Клещев Іван Іванович             | 48                                   | Халгін Гол, літо 1939       | 380             | 100+          |
| Колдунов Олександр Іванович      | 47                                   | травень 1943                | 412             | 96            |
| Сєров Володимир Георгійович      | 47                                   | квітень 1942                | 300             | 104           |
| Лавриненков Володимир Дмитрович  | 47                                   | липень 1941                 | 448             | 134           |
| Борових Андрій Єгорович          | 46                                   | лютий 1942                  | 500+            | 150           |
| Твеленев Михайло Степанович      | 46                                   | червень 1941                | 420             | 130           |
| Чорнобай Андрій Петрович         | 46                                   | травень 1942                | 270             | 100           |
| Костильов Георгій Дмитрович      | 46                                   | червень 1941                | 418             | 112           |
| Краснов Микола Федорович         | 46                                   | липень 1941                 | 400+            | 100+          |
| Шмельов Ілля Васильович          | 45                                   | червень 1941                | 582             | 77            |
| Баклан Андрій Якович             | 45                                   | фінська війна, осінь 1939   | 700             | невідомо      |
| Луганський Сергій Данилович      | 43 (вкл. 1 — у фінську)              | фінська війна, осінь 1939   | 390             | невідомо      |
| Решетов Олексій Михайлович       | 43                                   | червень 1941                | 821             | 200           |
| Моргунов Сергій Миколайович      | 43                                   | квітень 1943                | 350+            | 96            |
| Кочетов Олександр Васильович     | 42                                   | червень 1941                | 488             | 105           |
| Кітаєв Микола Трохимович         | 42                                   | фінська війна, осінь 1939   | 400             | 120           |
| Кутахов Павло Степанович         | 42                                   | фінська війна, осінь 1939   | 367             | 79            |
| Пилипенко Іван Маркович          | 42                                   | фінська війна, осінь 1939   | 520             | 83            |
| Клепіков Микола Федорович        | 42                                   | серпень 1941                | 600+            | 120           |
| Степаненко Іван Никифорович      | 41                                   | червень 1941                | 414             | 118           |
| Кирилюк Віктор Васильович        | 41                                   | січень 1943                 | 620             | 130           |
| Новиков Костянтин Опанасович     | 41                                   | червень 1941                | 500             | невідомо      |
| Маслов Іван Васильович           | 41                                   | червень 1941                | 350             | 100           |
| Пивоваров Михайло Євдокимович    | 41                                   | вересень 1943               | 350             | 80            |
| Чубуков Федір Михайлович         | 40                                   | червень 1941                | 350             | 100           |
| Бабак Іван Ілліч                 | 40                                   | травень 1942                | 330             | 103           |
| Гнідо Петро Андрійович           | 40                                   | вересень 1941               | 412             | 82            |
| Комельков Михайло Сергійович     | 40                                   | червень 1941                | 321             | 75            |
| Зеленов Микола Андріанович       | 40                                   | фінська війна, осінь 1939   | 606             | 117           |
| Лобанов Олександр Васильович     | 40                                   | серпень 1941                | 811             | 83            |
| Залевський Володимир Миколайович | 40                                   | червень 1941                | 300+            | невідомо      |
| Бочков Іван Васильович           | 40                                   | фінська війна, осінь 1939   | 350             | 45+           |

Наведений список містить відомості про льотчиків винищувальної авіації ВПС РСЧА, які збили не менше 40 літаків супротивника і складений за принципом убування. В основу покладені матеріали книги.